# INVSN
Invasionen, som numera stavas INVSN, är en musikgrupp från Umeå. Medlemmarna har en bakgrund i en mängd olika inflytelserika band.
Sara Almgren spelade tidigare i bland annat Masshysteri, The (International) Noise Conspiracy, The Vicious, The Doughnuts och har även turnerat med Marit Bergman och Sahara Hotnights.
Christina Karlsson spelar förutom i INVSN med band och artister som Frida Selander, Tiger Forest Cat och Honungsvägen. 
Anders Stenberg är medlem i Deportees och har spelat med bland annat Lykke Li och Eva Dahlgren.
André Sandström kommer från DS-13 och har också spelat i The Vicious och Ux Vileheads.
Dennis Lyxzén har spelat i en rad olika band där Refused är det mest framgångsrika men han har också spelat i band som The (International) Noise Conspiracy, AC4 och turnerat med The Bloody Beetroots.

## Historia
Efter The Lost Patrol Bands andra album Automatic, fick bandet hot om stämning av det amerikanska bandet The Lost Patrol och bytte 2008 namn till Invasionen. I och med namnbytet bytte man också språk från engelska till svenska och delvis även musikalisk riktning.
2010 kom debutalbumet, Hela världen brinner ut på Sony Music. Strax efter skivsläppet lämnade bandets basist Robert Hurula Pettersson bandet för att satsa på sitt band Masshysteri och ersattes av Richard Österman.
Efter en stor sommarturné och bland annat spelningar i Spanien började Invasionen vintern 2010 spela in sitt andra album. Låtar som Demonerna och Linjerna hade tidigare spelats under året och materialet på den andra skivan tog en ny riktning än de raka punklåtar som fanns på debuten, mot ett mörkare och allvarligare sound. Efter singlarna Arvegods och Sanningsenligt släpptes albumet Saker som jag sagt till natten hösten 2011. Albumet fick överlag bra kritik. Innan skivsläppet hade Sara Almgren från Masshysteri anslutit på bas och sång medan Österman övergått till gitarr. Hösten 2011 gjorde Invasionen en veckolång turné i Kina, där skivan också släpptes, som följdes av en längre turné i Norden. 
Under 2012 var Dennis Lyxzén upptagen med återförenade Refused. Invasionen hann ändå med att göra 20 spelningar, däribland en kortare turné i Finland. Ett nytt album med Invasionen var planerat att spelas in under 2012 men fick skjutas upp på grund av Lyxzéns turné med Refused. I september spelade bandet in en demo med sju låtar och i december meddelades det att det tredje albumet skulle påbörjas i januari 2013.

### INVSN
Våren 2013 bytte bandet stavning från Invasionen till INVSN och släppte singeln Down In The Shadows. Det nya, självbetitlade, albumet släpptes på både svenska och engelska. I USA släpptes albumet på skivbolaget Razor & Tie, som hade hört en engelskspråkig version av Saker som jag sagt till natten och skrivit kontrakt med bandet. Den engelska versionen av INVSN släpptes den 24 september och efter ett par spelningar i Sverige påbörjades i oktober en lång USA-turné som förband till Minus The Bear. Inför turnén började Christina Karlsson på keyboards och Kajsa Bergsten på gitarr. Under 2013 och 2014 gjorde INVSN över 110 spelningar över hela världen. Man hann med att göra 2 USA-turnéer och besöka Kuba och bland annat göra en Europaturné som förband till Against me!.
2014 avslutades med att man släppte en limited vinyl 7" av låten Hjärtat och en split singel med Amerikanska bandet Sister Mystery samt en kort Englands-turné med Echo And The Bunnymen.
2015 släppte Refused skivan Freedom så INVSN var relativt tysta hela året. Hösten 2015 gjorde de dock en Skandinavien-turné tillsammans med The Soft Moon.

### Flytten till Woah Dad!
I oktober 2016 blev det känt att INVSN bytt skivbolag och skrev på för Woah Dad! 
Den 21 oktober 2016 släpptes singeln ”Immer Zu” där Sara Almgren och Christina Karlsson sjunger lead.  ”Immer Zu” är även den första singeln från INVSN:s album "The Beautiful Stories" som har producerats av Adam ”Atom” Greenspan. Den andra singeln från albumet "This Constant War" släpptes 2017 och därefter albumet "The Beautiful Stories".

## Diskografi

### Album
- 2010 – Hela världen brinner (Sony/ Ny Våg Records)
- 2011 – Saker som jag sagt till natten (Sony)
- 2013 – INVSN (Razor & Tie/Sony)
- 2017 – The Beautiful Stories (Woah Dad!)2022 – Let The Night Love You

### EP
- 2011 – Arvegods (Ny våg Records/Scharinska)
- 2018 – Forever Rejected (Woah Dad!)

### Singlar
- 2009 - Invasionen 7" (April 77 Records)
- 2010 - Får aldrig tro 7"(Sony)
- 2011 - Sanningsenligt (Digital)
- 2013 - Down in The Shadows/Ner I Mörkret - Dan Lissvik Remix (digital)
- 2014 - Hjärtat 7" (Sony)
- 2014 - Split 7" med Sister Mystery (Beyond Ideas)
- 2016 - Immer Zu 7" (Woah Dad!)
- 2017 - This Constant War (Woah Dad!)
- 2017 - Love (Woah Dad!)

### Samlingsskivor
- 2009 – Umeå Vråljazz Giganter (Ny våg Records)

## Medlemmar
- Dennis Lyxzén - sång, gitarr (2008 - )
- Sara Almgren - bas, sång (2011 - )
- Anders Stenberg - gitarr, keyboards (2008 - )
- Christina Karlsson - keyboards, sång (2013- )
- André Sandström - trummor, slagverk (2008 - )

### Tidigare bandmedlemmar
- Richard Österman - keyboards, gitarr, bas (2010 - 2013)
- Kajsa Bergsten - gitarr, sång (2013 - 2014)